# Jörg Hennerkes

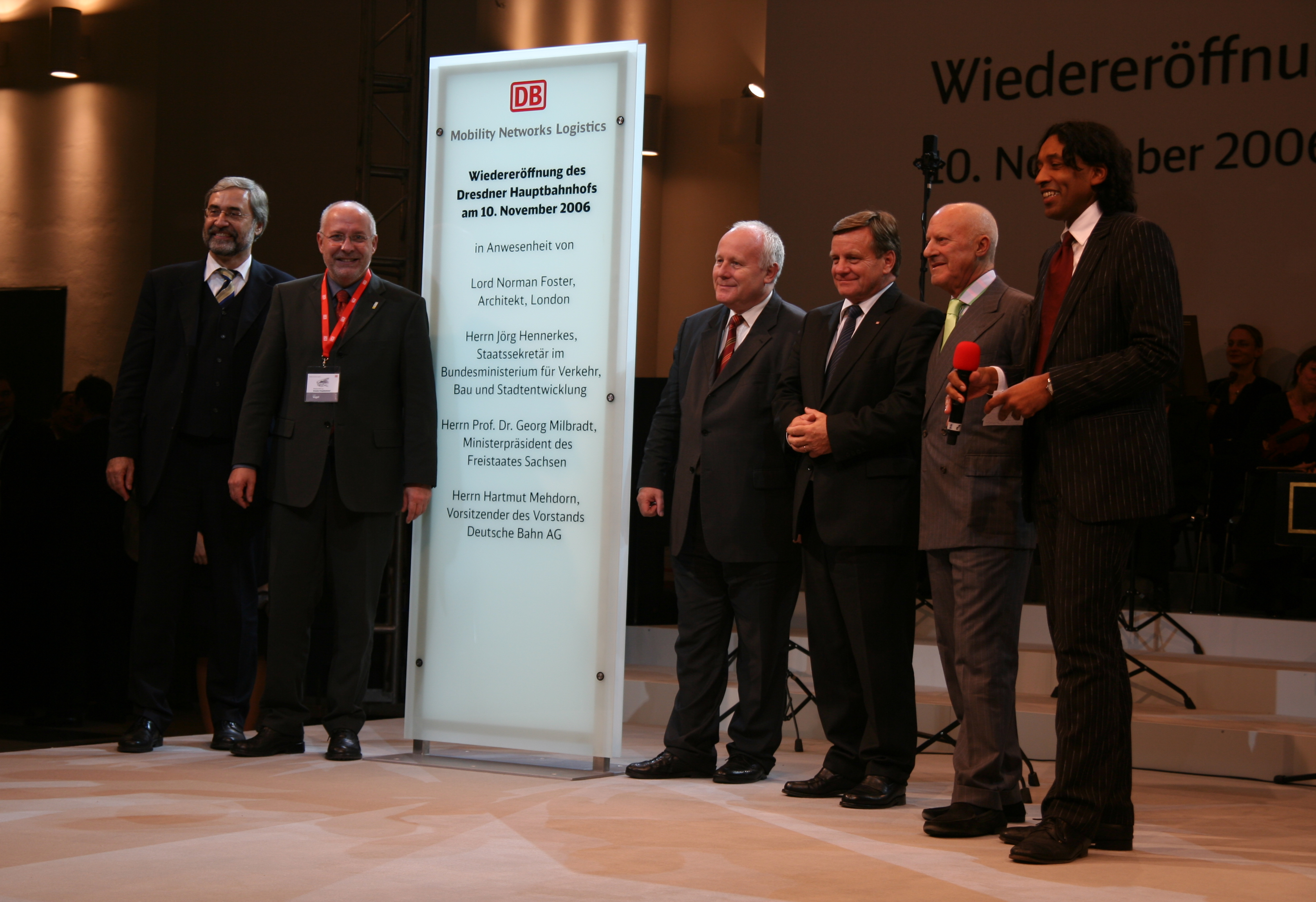
Wiedereröffnung des Dresdner Hauptbahnhofes im Jahr 2006 (von links nach rechts) Staatssekretär Hennerkes, Bürgermeister Vogel, Ministerpräsident Milbradt, Bahnchef Mehdorn, Architekt Foster und Moderator Jobatey

Jörg Hennerkes  (* 26. Juli 1948 in Bremen) ist ein deutscher politischer Beamter. Er war von 2005 bis 2008 Staatssekretär im Bundesministerium für Verkehr, Bau und Stadtentwicklung und zuvor von 1999 bis 2005 Staatssekretär im Wirtschaftsministerium von Nordrhein-Westfalen.

## Leben
Hennerkes schloss das Abitur im Jahr 1968 ab und studierte danach Verwaltungswissenschaften an der Universität Konstanz. Er konzipierte den Studiengang bei Professor Fritz W. Scharpf mit und schloss das Studium 1973 mit dem Diplom ab.
Nach dem Studium begann er 1973 seine berufliche Laufbahn als Personalreferent und stellvertretender Abteilungsleiter für Personal beim Berliner Sender Rias. Er wechselte 1974 in das neu gegründete Umweltbundesamt unter Präsident Heinrich von Lersner, wo er unterschiedliche Fachgebietsleitungen wahrnahm und unter anderem das Fachgebiet „Umweltplanung und Umweltverträglichkeitsprüfungen“ leitete. Mitte des Jahres 1980 holte ihn der Hessische Minister für Landesentwicklung, Umwelt, Landwirtschaft und Forsten Karl Schneider (SPD) in sein Ministerbüro für die Wahrnehmung der Leitung des neu gebildeten und damals bundesweit ersten Referats für Bodenschutz. Er übernahm 1986 im Auftrag der Landeshauptstadt Wiesbaden die Aufgabe, ein kommunales Umweltamt einzurichten und dieses zu leiten. Die gleiche Aufgabe übernahm er 1990 für die Stadt Frankfurt, sodass er dort unter Leitung des Umweltdezernenten Tom Koenigs (Die Grünen) ein weiteres kommunales Umweltamt einrichtete.
Im November 1993 wurde er vom Hauptausschuss des Deutschen Städtetages zum Beigeordneten und Dezernenten für Umwelt und Wirtschaft unter Hauptgeschäftsführer Jochen Dieckmannin in Köln gewählt. Diese Funktion übte er bis zum 1. Januar 1994 aus.
Der damalige NRW-Wirtschaftsminister Peer Steinbrück (SPD) berief ihn zum 1. September 1999 als Staatssekretär für Energie und Verkehr in das Ministerium für Wirtschaft und Mittelstand, Technologie und Verkehr des Landes Nordrhein-Westfalen. Das Amt des Staatssekretärs behielt er auch unter Steinbrücks Nachfolger Ernst Schwanhold (SPD) inne. Unter Schwanholds Nachfolger Axel Horstmann (SPD) stieg Hennerkes zudem zum Amtschef im Ministerium auf. Aufgrund des Regierungswechsels von rot-grün zu schwarz-gelb in Nordrhein-Westfalen wurde er in den einstweiligen Ruhestand versetzt und wechselte im Dezember 2005 als Staatssekretär in das Bundesministerium für Verkehr, Bau und Stadtentwicklung unter Leitung des Bundesministers Wolfgang Tiefensee (SPD). In dieser Funktion wurde er 2007 Vorsitzender des Aufsichtsrates der DFS Deutsche Flugsicherung GmbH.
Hennerkes verließ aufgrund eines Konflikts zwischen Tiefensee und ihm am 14. Januar 2008 das Bundesministerium und wurde im Juni 2008 Leiter des Bremer Kompetenzzentrums Logistik. Die Leitung des Kompetenzzentrums Logistik hatte er bis zum 1. Januar 2011 inne.